# Tétrasomie X
 Mise en garde médicale
La tétrasomie X est une forme d'intersexuation causée par la présence chez certaines femmes de quatre chromosomes X au lieu de deux. Une centaine de cas ont été signalés dans le monde, depuis sa première description en 1961. Environ 60 d'entre elles, concernées par cette anomalie génétique, ont été étudiées dans la « littérature médicale ».

## Signes et symptômes
Les symptômes de la tétrasomie X sont très variables, légers ou sévères. Ce sont souvent les mêmes que ceux de la trisomie X. Cependant, ils peuvent être plus marqués. Physiquement, les patientes atteintes ont souvent des traits distinctifs tels que les yeux bridés, une voûte nasale plate, des manques de tissus organiques (hypoplasie), une petite bouche, une fente labio-palatine, un retard de pousse ou une absence de dents, ou des défauts de l'émail. D'autres problèmes comme une taille anormalement grande ou des problèmes osseux et vertébraux, des difficultés à parler, lire et comprendre ont été signalés chez certaines patientes. De plus, près de la moitié des cas observés ont connu des problèmes de puberté. 
Quatre types de grossesses mèneraient à une tétrasomie X : deux menant à un individu en « bonne santé » (mis à part des problèmes tels que ceux cités plus haut), un menant à une trisomie 21 et un dernier menant à une mort du fœtus ou de l'embryon par omphalocèle.
La tétrasomie X peut mener à des troubles des informations sensorielles (vision, audition...) ainsi qu'à des dysfonctionnements de certains organes comme ceux des systèmes circulatoires, les reins, ou ceux du système nerveux. Diverses malformations cardiaques ont également été signalées.

## Causes et diagnostic

La tétrasomie X est provoquée par un défaut de la deuxième division de la méiose chez les deux parents (père à gauche, mère à droite).

La tétrasomie X est une aneuploïdie, ce qui signifie qu'il provient d'un problème au niveau de la méiose. Cela peut se produire lorsque les chromosomes X ne parviennent pas à se séparer dans la formation de l'ovule ou du sperme. La tétrasomie X est également un problème partiellement héréditaire, ce qui est prouvé par l'établissement de caryotypes révélant la présence de chromosomes X excédentaires chez les parents des patientes.

## Traitement
Le pronostic général pour les femmes atteintes de cette anomalie est plutôt différent selon les individus, étant donné la variabilité des symptômes : certaines patientes sont en mesure de "fonctionner" normalement, alors que d'autres auront besoin de soins médicaux tout au long de leur vie. Le traitement de la tétrasomie X est surtout une gestion des symptômes et un soutien à l'apprentissage, mais la plupart des personnes touchées doivent prendre des hormones ou vitamines pour stimuler la croissance des organes sexuels secondaires (seins...) ou la formation osseuse.

## Chez d'autres espèces
Chez les échidnés, des mammifères de l'ordre des Monotrèmes (famille des Tachyglossidae), ce genre d'arrangement chromosomique n'est pas une anomalie, les femelles sont même systématiquement décasomiques X (10 chromosomes X). Chez ces espèces, les deux formules gonosomiques sont :
- (X1 Y1 X2 Y2 X3 Y3 X4 Y4 X5) chez les mâles (63 chromosomes avec les autosomes) ;
- (X1 X1 X2 X2 X3 X3 X4 X4 X5 X5) chez les femelles (64 chromosomes).